# Halsenbach
Halsenbach ist eine Ortsgemeinde im Rhein-Hunsrück-Kreis in Rheinland-Pfalz. Sie gehört der Verbandsgemeinde Hunsrück-Mittelrhein an.

## Geographie
Das Dorf Halsenbach liegt nordöstlich von Emmelshausen auf der Hunsrückhochfläche. Östlich der Ortslage verläuft die Hunsrückhöhenstraße.
Ortsteile von Halsenbach sind Ehr, Ehrerheide und Mermicherhof.

## Geschichte
Der Ort wurde im Jahr 1241 erstmals unter dem Namen Halstinbach urkundlich erwähnt.
Bis zum Ende des 18. Jahrhunderts gehörte Halsenbach zum Gallscheider Gericht, das dem kurtrierischen Oberamt Boppard unterstand.
Nach dem Trierer Feuerbuch gab es 1563 in Halsenbach insgesamt 18 Untertanen, die zu fünf verschiedenen Grundherren gehörten: neun zu Kurtrier, drei zur Herrschaft Schöneck, zwei zur Kurpfalz, zwei zur Herrschaft Waldeck und zwei zur Herrschaft Eltz.
Nach der Besetzung des Linken Rheinufers (1794) durch französische Revolutionstruppen gehörte der Ort von 1798 bis 1814 zum Arrondissement Koblenz (Kanton Boppard), das dem Rhein-Mosel-Departement zugeordnet war. Aufgrund der auf dem  Wiener Kongress (1815) getroffenen Vereinbarungen wurde die Region dem Königreich Preußen zugeordnet. Unter der preußischen Verwaltung kam die Gemeinde Halsenbach 1816 zum Kreis Sankt Goar im Regierungsbezirk Koblenz, Halsenbach war Sitz der gleichnamigen Bürgermeisterei. Seit 1946 ist die Gemeinde Teil des Landes Rheinland-Pfalz.
Auf dem nördlichen Gemarkungsgebiet befand sich ein eisenzeitliches Gräberfeld, das beim Bau der Autobahn A 61 (Ludwigshafen-Koblenz) in der Nähe der Fleckertshöhe in einem Waldstück (im Hirschtreiben) entdeckt und 1971 ausgegraben wurde. Dabei handelt es sich um eine kleine, aus 13 Einzelhügeln bestehende Grabhügelgruppe. Die Grabhügel sind an einem über den Hunsrück bzw. die Rheinhöhen verlaufenden Weg ausgerichtet, der in römischer Zeit ausgebaut wurde.
Bei einigen Brandbestattungen wurde der Grabhügel direkt über den verkohlten Scheiterhaufen aufgeschüttet. Zu den bemerkenswerten Beigaben dieser Gräber gehören ein durchbrochen gearbeiteter Gürtelhaken und ein Gürtelring aus Eisen. Die erhaltene Keramik, darunter eine auf der Drehscheibe gefertigte Tonflasche, weist das Grabhügelfeld in die jüngere Hunsrück-Eifel-Kultur (HEK IIA bis IIB) bzw. in das zweite Viertel des 5. bis in die erste Hälfte des 3. Jahrhunderts v. Chr.

### Pfarrkirche St. Lambertus

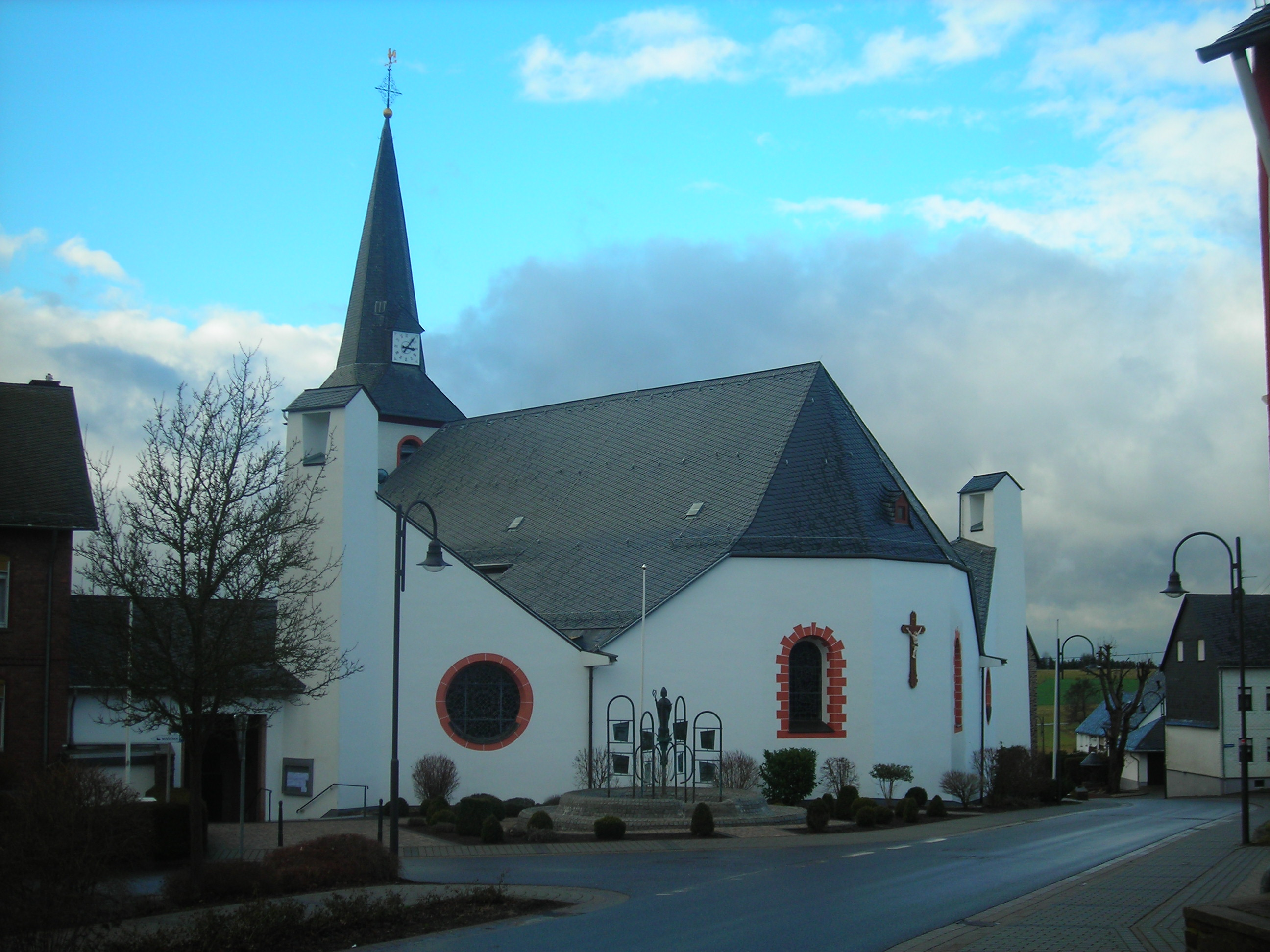
Pfarrkirche St. Lambertus mit südlichem Querschiff

Die Ursprünge der Pfarrei Halsenbach reichen bis in das 10. Jahrhundert zurück. Sie wurde 1075 erstmals urkundlich erwähnt. Aus dieser Zeit stammt auch der romanische Turm der Pfarrkirche.
Der Vorgängerbau der heutigen Kirche entstand 1713 unter Johann Anton Liesenfeld, der von 1694 bis 1716 in Halsenbach Pfarrer war. Das Bauvorhaben war von schwierigen Finanzierungsverhandlungen mit dem St. Martinsstift in Worms und dem Erzbischof von Trier geprägt. Schließlich einigte man sich darauf, dass das Martinsstift den Altarraum und der Erzbischof das Kirchenschiff finanzieren sollte. Die Konsekration der Kirche erfolgte am 5. Mai 1715 durch den Weihbischof Johann Hugo Goertz.
Aufgrund der fortschreitenden Baufälligkeit stürzte die Kirche am 3. Juli 1755 bis auf den Turm ein, und in der Folge mussten die Gottesdienste vier Jahre unter freiem Himmel und im Winter in einem neu errichteten, jedoch noch nicht bewohnten Haus durchgeführt werden.
Unter dem Architekten A. Seiz wurde die Kirche in den Jahren 1758/59 als barocker Saalbau neu errichtet, 1773 folgte der Bau eines Pfarrhauses. Die Orgel wurde 1832/33 von Heinrich Engers aus Waldlaubersheim erbaut. Im Jahr 1896 wurde die alte Sakristei verlängert und als Marienkapelle an die Kirche angegliedert. Darüber hinaus wurde der Aufgang zur Empore außerhalb der Kirche angelegt. Weitere Umbaumaßnahmen betrafen den Altar sowie die Kommunionbank, sodass ein größerer Raum zur Verfügung stand, sowie die Erneuerung der Kirchenfenster. Auch die beschädigte Turmuhr wurde wieder instand gesetzt. Durch die Umbaumaßnahmen wurde jedoch die Engers-Orgel so schwer in Mitleidenschaft gezogen, dass sie abgebrochen werden musste.
Im Jahr 1902 wurde das mittlerweile baufällige Pfarrhaus unter dem Pfarrer Franz Maria Hermes (1900–1905) durch einen Backsteinneubau neben der Kirche ersetzt. Die Bauarbeiten begannen am 14. Juli 1902 und waren am 8. September 1903 abgeschlossen. Im Jahr 1924 erbaute die Orgelbauanstalt Kratochwil aus Bonn eine pneumatische Orgel mit 18 Registern auf zwei Manualen und Pedal.
Während des Zweiten Weltkrieges wurde die Pfarrkirche beschädigt. Unter der Leitung von Heinrich Otto Vogel erfolgte von 1960 bis 1961 die Erweiterung des Mittelschiffs um zwei zeitgenössisch gestaltete Querschiffe mit je einem großen runden Fenster und Ecktürmen, wonach die Kirche einen T-förmigen Grundriss hatte. Im gleichen Zeitraum wurde die Orgel von Hubert Elsen (Wittlich) elektrifiziert.
Im Zuge umfangreicher Renovierungsarbeiten zwischen 1996 und 2006 wurden unter anderem der Altarbereich und die zuvor dunkle Holzdecke farblich neu gestaltet.

### Statistik zur Einwohnerentwicklung
Die Entwicklung der Einwohnerzahl von Halsenbach, die Werte von 1871 bis 1987 beruhen auf Volkszählungen:
| Jahr | Einwohner |
| 1815 | 300       |
| 1835 | 502       |
| 1871 | 592       |
| 1905 | 703       |
| 1939 | 635       |
| 1950 | 670       |

| Jahr | Einwohner |
| 1961 | 709       |
| 1970 | 940       |
| 1987 | 1.096     |
| 1997 | 1.169     |
| 2005 | 1.284     |
| 2023 | 1.287     |

## Politik

### Gemeinderat
Der Gemeinderat in Halsenbach besteht aus 16 Ratsmitgliedern, die bei der Kommunalwahl am 9. Juni 2024 in einer Mehrheitswahl gewählt wurden, und der ehrenamtlichen Ortsbürgermeisterin als Vorsitzender.

### Bürgermeister
Ortsbürgermeisterin ist Rita Lenz. Bei der Direktwahl am 26. Mai 2019 war kein Kandidat angetreten, sie wurde am 18. Juni 2019 durch den Gemeinderat wiedergewählt. Auch für die Direktwahl am 9. Juni 2024 wurde kein Wahlvorschlag eingereicht. Rita Lenz wurde auf der konstituierenden Sitzung des Rates am 9. Juli 2024 für weitere fünf Jahre in ihrem Amt bestätigt.

### Wappen
| Wappen von Halsenbach | Blasonierung: „In Blau einen golden bekleideten Bischof, wachsend hinter einem roten Schild, darin ein silberner Balken.“ |
| Wappen von Halsenbach | Wappenbegründung: Bei dem Bischof handelt es sich um den heiligen Lambertus, dem Schutzpatron der in den Jahren 1712–1713 erbauten und nach ihm geweihten katholischen Pfarrkirche in Halsenbach. Der rote Schild mit silbernem Balken geht zurück auf das bis zum Ende des 18. Jahrhunderts in Gebrauch gewesene Schöffensiegel von Halsenbach als Sitz des ehemaligen Gallscheider Gerichts. |

## Wirtschaft und Infrastruktur

### Ortsansässige Unternehmen
Am Ort gibt es zahlreiche Gewerbebetriebe. In den ehemaligen Fabrikhallen des Musikinstrumentenherstellers Wersi sind mehrere Betriebe ansässig.

### Verkehr
Halsenbach liegt in unmittelbarer Nähe der Hunsrückbahn. Der eigentliche „Bahnhof Halsenbach“ wurde um das Jahr 1900 weit abseits der Ortslage erbaut. Um den Bahnhof entwickelte sich die Stadt Emmelshausen. Im Ortsteil Ehr befindet sich ein weiterer Haltepunkt der Hunsrückbahn.
Etwa einen Kilometer nordöstlich von Emmelshausen zweigt die Kreisstraße K108 in nordwestlicher Richtung nach Halsenbach und Ney ab. In der Ortsmitte trifft die Kreisstraße K110 von Ehr kommend auf die Hauptstraße. Nach Süden durch das tiefe Tal der Preisbach gelangt man über Feldwege nach Liesenfeld und an die Baunhöller Mühle.

## Persönlichkeiten
- Johann Forster (1833–1900), Landrat und Oberverwaltungsgerichtsrat